# W方案
W方案是第二次世界大战期间，爱尔兰和英国政府在1940-1942年间制定的联合军事行动计划，英國方面計劃，若納粹德國一旦入侵爱尔兰，两国就要实施該方案。